# Nowgoroder Schra
Die Nowgoroder Schra (auch: Skra; Mehrzahl: Schraen oder Schragen) war die Hofordnung des Peterhofs, des Kontors der Hanse in Nowgorod.

## Inhalt und Bedeutung
Die Hofordnung des Peterhofs ist die einzige vollständig in Schriftform überlieferte Hofordnung eines der vier Hansekontore überhaupt. Gleichzeitig handelt es sich wohl auch um die strengste Hofordnung eines Hansekontors. Die Schra beinhaltet die Regeln des Zusammenlebens der hanseatischen Kaufleute (Nowgorodfahrer) und die gesamte eigene Judikative als isolierte "Stadt" in der Stadt, weitgehend abgeschlossen von der örtlichen Bevölkerung und deren Ortsrecht unter Führung eines Ältermannes als Träger von Verwaltung und Gerichtsbarkeit.

## Überlieferung
Von der Schra sind sieben Fassungen überliefert, die vom Inhalt her stadtrechtliches Regelwerk mit dem der Kaufmannsgenossenschaften kombinieren. Die erste Fassung ist wohl schon Mitte des 13. Jahrhunderts noch unter der Dominanz Gotlands entstanden, die zweite vor 1295 erkennt Lübeck erstmals als Oberhof an, die letzte stammt aus dem Jahr 1603. Aufgrund der Stellung der Stadt Lübeck als Vorort der Hanse und der Kontrolle der Kontore durch deren Rat als letzte Instanz sind die Schragen ab der zweiten Fassung stark vom Lübischen Recht beeinflusst. Eine gedruckte Veröffentlichung aller sieben Fassungen erschien 1911 in Dorpat. Später wurde eine digitale Edition an der Universität Erlangen erstellt.

## Etymologie
- Schra ist ein mittelniederdeutsches Femininum und ist laut Jan de Vries[2] dem skandinavischen Wort skra entlehnt, das ursprünglich "trockene Haut, Pergament" bedeutete und dann auf die darauf verfassten Urkunden übertragen wurde. Dieser Begriff verweist auf die skandinavische Epoche des Hansehandels mit Nowgorod und ist eine der wenigen Sprachspuren, die das Skandinavische in den Hansebeziehungen zu Nowgorod hinterlassen hat.

## Weltdokumentenerbe
Die Zweite Nowgoroder Schra von vor 1298 im Staatsarchiv Lettlands in Riga ist eins der 17 Dokumente zur Geschichte der Hanse, die die UNESCO am 18. Mai 2023 in ihre Liste des Weltdokumentenerbes aufgenommen. Diese Dokumente bzw. teilweise auch Dokumentenkonvolute wurden zuvor auf einem vom Archiv der Hansestadt Lübeck initiierten internationalen Kongress ausgewählt und bei der UNESCO eingereicht. Hierbei handelt es sich um Zollbücher, Sitzungsprotokolle, Privilegien und Urkunden aus den Jahren 1192 bis 1547 aus sechs europäischen Staaten.